# Basiliscus basiliscus
O basilisco (Basiliscus basiliscus) é uma espécie de lagarto da família Corytophanidae encontrado próximo a rios e lagos nas selvas das Américas central e do sul. Alimenta-se de insetos, ovos, flores, frutos  e pequenos vertebrados, como aves e peixes. Seu tempo de vida em cativeiro dura entre 7-8 anos, mas na natureza ele raramente vive tanto, pois possui muitos predadores naturais como aves de rapina, serpentes e mamíferos carnívoros. Possui normalmente 25 centímetros de comprimento, mas alguns indivíduos podem chegar a 75 centímetros.
Sua característica mais famosa é a habilidade (compartilhada com os outros lagartos do gênero Basiliscus) de correr sobre a água sem afundar, que lhe rendeu o apelido em inglês de Jesus Christ lizard (lagarto Jesus Cristo). Essa habilidade incrível ocorre devido à anatomia das patas traseiras do lagarto, com seus dedos bem alongados e unidos uns aos outros por membranas de pele, para distribuir melhor o peso do animal. Quanto menor (e mais leve) o indivíduo, maior a distância percorrida sem afundar. Para um ser humano possuir essa mesma habilidade, precisaria correr a 104 km/h. 
O basilisco possui bolhas de ar nas patas, as quais auxiliam na movimentação por cima da água, além de sua velocidade alta.
O basilisco é o único lagarto que anda sobre a água. 